# Adrián González Sandoval
Adrián González Sandoval es un jugador de fútbol playa mexicano.

## Participaciones en Campeonato de Fútbol Playa de Concacaf
| Copa                                           | Sede   | Resultado | Partidos | Goles |
| ---------------------------------------------- | ------ | --------- | -------- | ----- |
| Campeonato de Fútbol Playa de Concacaf de 2015 | México | Campeón   | 6        | 6     |

- Datos: Q20015286